# Siam Cement
Siam Cement Group (SCG; offiziell The Siam Cement Public Company Limited; thailändisch บริษัท ปูนซิเมนต์ไทย จำกัด (มหาชน), RTGS Borisat Punsimen Thai Chamkat (Mahachon)) ist ein thailändisches Unternehmen mit Firmensitz in Bangkok.
Siam Cement ist ein Mischkonzern. Das Unternehmen ist insbesondere auf die Produktion von Zement spezialisiert. Zum Kerngeschäft der SCG gehören außerdem die Produktion und Verarbeitung von Zellstoff und Papier, Petrochemikalien, sowie weiterer Baustoffe. Hauptaktionär (33,6 %) ist der thailändische König Maha Vajiralongkorn.

## Geschichte
Das Unternehmen wurde 1913 durch einen Erlass des Königs Rama VI. (Vajiravudh) gegründet, der die Abhängigkeit des Landes von Zementimporten beenden wollte. Während der ersten 60 Jahre nach seiner Gründung konzentrierte sich Siam Cement auf das namengebende Geschäft mit Zement. Erst ab dem Jahr 1976 folgte eine Erweiterung in den Bereich Zellstoff und Papier, in den 1980er-Jahren dann eine deutliche Diversifizierung in die Bereiche Petrochemie, Keramik, Eisen und Stahl, Maschinen, Reifen und Autoteile. SCG wählte im Jahr 1994 die Rechtsform der Aktiengesellschaft (public company limited) und ist seither im SET Index gelistet.
Aufgrund des auf der Nähe zum Königshaus fußenden Prestige des Konzerns sind zahlreiche ausländische Unternehmen Joint Ventures mit SCG eingegangen. So produzierten Siam-Cement-Töchter in der Zeit vor der Asienkrise mit Toyota Autos, mit Michelin Reifen und mit Mitsubishi Fernsehgeräte. Am Vorabend der Krise 1996 gehörten zur SCG 130 Unternehmen mit einem Gesamtumsatz von 6 Milliarden US-Dollar. Ab den frühen 1990er-Jahren setzte Siam Cement stark auf Internationalisierung. Mit dem Ziel, führendes Industrieunternehmen in der Asien-Pazifik-Region zu werden, investierte SCG in den Vereinigten Staaten, den Staaten Südostasiens und China. Da diese Projekte die finanzielle Leistungsfähigkeit des Konzerns überstiegen und größtenteils fremdfinanziert waren, litt Siam Cement massiv unter dem Wertverlust des thailändischen Baht 1997. In diesem Jahr verlor SCG 52 Millionen Baht, ihre Auslandsschulden betrugen 4,5 Milliarden US-Dollar.
Das Unternehmen ging jedoch ehrlich mit seiner Situation um und stellte mit seinen Gläubigern einen Restrukturierungsplan auf. Mit Beratung von McKinsey & Co., Deutscher Bank und JPMorgan Chase beschloss SCG sich auf seine Kerngeschäfte Zement, Zellstoff und Papier sowie Petrochemie zu fokussieren und Töchter in anderen Branchen abzustoßen, um so ihre Schulden abzubauen. So gab Siam Cement seine Anteile an mehreren Joint Ventures (etwa mit Toyota, Mitsubishi, Guardian Industries und Knauf Gips) an die jeweiligen Partner ab. SCG gab außerdem siebenjährige Anleihen aus, mit denen sie mehr als 2 Milliarden US-Dollar einnahm. Des Weiteren bot der Konzern seinen Mitarbeitern freiwillige Ausstiegsmodelle an und senkte so seine Beschäftigtenzahl von 35.000 auf 25.000. Bereits im Jahr 2000 schrieb Siam Cement wieder schwarze Zahlen.
Bis 2018 war das Crown Property Bureau (CPB), das das königliche Vermögen verwaltet, Hauptaktionär. Dann ließ König Maha Vajiralongkorn diese Anteile auf sich persönlich übertragen.
Geleitet wird das Unternehmen von Roongrote Rangsiyopash (Präsident und CEO), Vorsitzender des Board of Directors ist Satitpong Sukvimol, der Privatsekretär des Königs und Generaldirektor des CPB. 2015 vermeldete Siam Cement einen Umsatz von 15,01 Milliarden US-Dollar, 1,03 Milliarden Gewinn und Aktiva in Höhe von 14,16 Milliarden. Das Unternehmen hatte 3.666 Mitarbeiter, der Marktwert wurde auf 19,1 Milliarden US-Dollar angegeben. Damit war es das viertgrößte Unternehmen Thailands und eines der tausend größten der Welt.